# Aulacodes distributa
Aulacodes distributa là một loài bướm đêm trong họ Crambidae.